# Archäologische Landschaft der ersten Kaffeeplantagen im Südosten Kubas
Im Südosten der Insel Kuba befinden sich Überreste von historischen Kaffeeplantagen, die im 19. Jahrhundert von französischen Siedlern von der Insel Hispaniola gegründet wurden. Es handelt sich um Reste von Bauwerken, rekonstruierte und z. T. erhaltene Anlagen und Anbauflächen der ersten Kaffeeanbau-Plantagen in Kuba in den Ausläufern der Sierra Maestra in den Provinzen Santiago de Cuba und Guantánamo.

## UNESCO-Eintrag
Die 171 bekannten Anlagen wurden in sieben zusammenfassenden Gebieten (Polygonen) in die Liste des UNESCO-Welterbes aufgenommen. Der UNESCO-Eintrag würdigt die Einzigartigkeit der Plantagen in deren landwirtschaftlicher Pionierarbeit in schwierigem Gelände. Zudem geben sie Zeugnis von der ökonomischen, sozialen und technologischen Geschichte in der karibischen Region.
Der UNESCO-Eintrag umfasst folgende sieben Zonen:
| Polygon-Name               | Größe in ha | Koordinaten                 | Plantagennamen (Auszug) | Anzahl der Plantagen |
| -------------------------- | ----------- | --------------------------- | ----------------------- | -------------------- |
| La Gran Piedra             | 25.200      | 20° 0′ 21″ N, 75° 37′ 4″ W  | La Isabélica            | 111                  |
| El Cobre                   | 1.300       | 20° 4′ 0″ N, 75° 55′ 0″ W   |                         | 28                   |
| Dos Palmas - Contramaestre | 19.500      | 19° 59′ 0″ N, 76° 4′ 0″ W   |                         | 28                   |
| Yateras                    | 10.600      | 20° 16′ 0″ N, 75° 3′ 0″ W   | EI Jagüey               | 21                   |
| El Salvador                | 8.000       | 20° 19′ 0″ N, 75° 23′ 0″ W  |                         | 6                    |
| Niceto Pérez               | 8.700       | 20° 0′ 47″ N, 75° 29′ 17″ W | San Prudencia           | 1                    |
| Guantánamo                 | 8.100       | 20° 17′ 0″ N, 75° 13′ 0″ W  |                         | 4                    |

## Historie

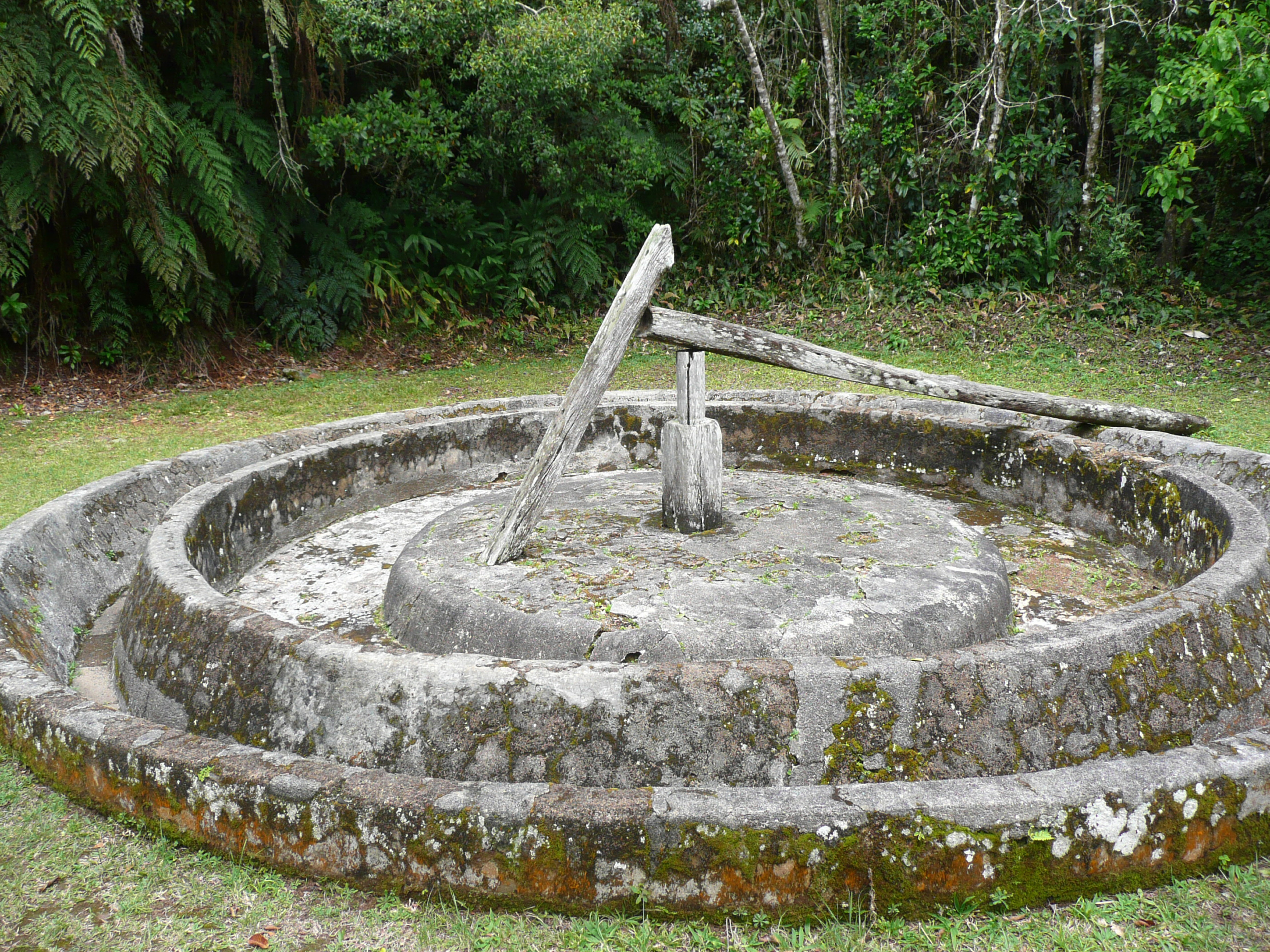
Cafetal Isabélica, Molino

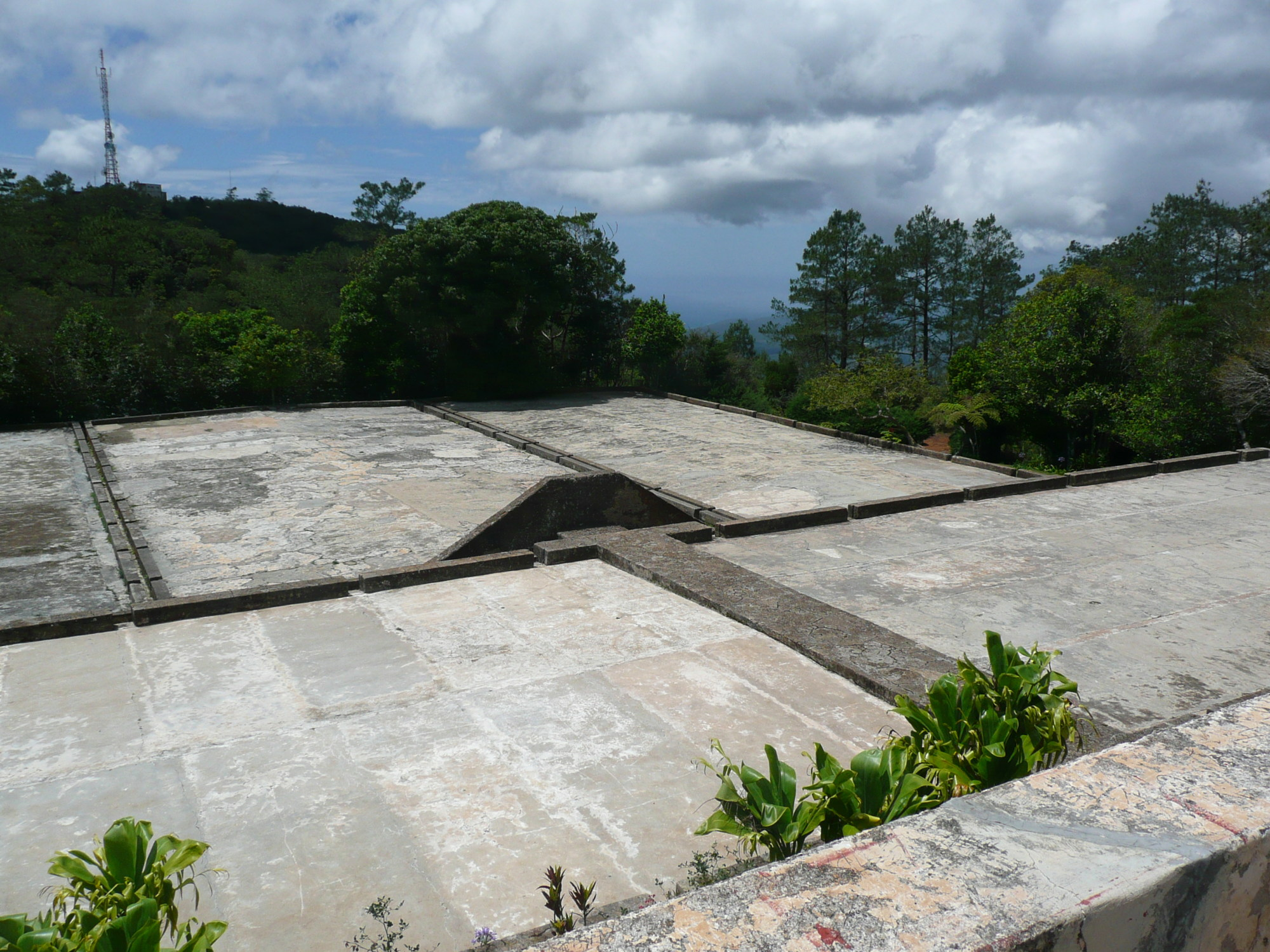
Cafetal Isabélica, Trockenplatz (secadero)

Die Tradition des Kaffeeanbaus stammt ursprünglich aus Santo Domingo / Saint Domingue von der Insel Hispaniola, wo sie seit dem 18. Jahrhundert von französischen Siedlern kultiviert wurde. Zur Zeit der Sklavenaufstände ab 1790 und der darauf folgenden Gründung des Staates Haiti flüchteten einige dieser Siedler mit ihren Sklaven ins nahe gelegene Kuba und begründeten dort die Kaffee-Anbau Tradition. Von den Karibischen Inseln aus verbreitete sich der Kaffeeanbau in weitere Staaten Süd- und Mittelamerikas.

## Lage und Struktur
Gemäß UNESCO Bewertung zeichnen sich die Plantagen auch durch die Aneignung und Gestaltung des umliegenden Naturraums aus. Die vorhandenen Flüsse und Quellen, das Gelände und die vorhandene Vegetation werden in die Nutzung und Struktur der Plantagen einbezogen.

## La Isabélica
Verhältnismäßig leicht von Santiago aus zu erreichen ist die Cafetal La Isabélica unweit der Gran Piedra. Dort sind das Gutshaus mit vorgelagerter Trocknungs-Terrasse (Secaderos), das Küchen- und Werkstatt-Gebäude und die Überreste der Sklavenunterkünfte zu besichtigen. Das Obergeschoss des zwischen 1820 und 1830 errichteten Haupthauses ist ein Holzbau auf dem aus Naturstein gemauerten Sockelgeschoss. Das Obergeschoss wurde im Laufe der Zeit zerstört und ist mit z. T. traditionellen Handwerkstechniken rekonstruiert worden; dessen genaue Struktur ist aber historisch nicht belegt. Die Räume sind mit Mobiliar aus der Epoche der Plantagenzeit eingerichtet. Das Sockelgeschoss hat die Zeiten weitestgehend unzerstört überdauert. Seit 1961 dient die Anlage als Museum.
Der Überlieferung nach wurde die Plantage nach der karibischstämmigen Frau des Gründers benannt. Wie alle Kaffeeplantagen liegt die Plantage in einem speziellen Mikroklima. Aufgrund der Höhenlage von ca. 1130 m und den vorherrschenden Windrichtungen ist das Temperaturspektrum gemäßigt und die Feuchtigkeit für die Kaffeepflanzen durch Kondensat aus den Wolken sichergestellt.